# Wallers spreeuw
De Wallers spreeuw (Onychognathus walleri) is een vogelsoort uit de familie Sturnidae.

## Verspreiding en leefgebied
Deze soort komt voor in de zuidelijke helft van Afrika en telt drie ondersoorten:
- O. w. preussi: zuidoostelijk Nigeria, westelijk Kameroen en Bioko.
- O. w. elgonensis: van zuidelijk Soedan en oostelijk Congo-Kinshasa tot westelijk Kenia.
- O. w. walleri: centraal Kenia, Tanzania en noordelijk Malawi.